# Hoplia aurifera
Hoplia aurifera är en skalbaggsart som beskrevs av Brenske 1893. Hoplia aurifera ingår i släktet Hoplia och familjen Melolonthidae. Inga underarter finns listade i Catalogue of Life.